# Communauté rurale de Ourour
La communauté rurale de Ourour est une communauté rurale du Sénégal située à l'ouest du pays. 
Elle fait partie de l'arrondissement de Nguélou, du département de Guinguinéo et de la région de Kaolack.

## Géographie
Ourour est situé à 15,6 km au nord-ouest du chef-lieu de département Guinguinéo.

## Histoire
En 2011, la localité de Fass jusqu'alors située dans la communauté rurale de Ourour est érigée en commune.

## Administration
Le chef-lieu de la commune est le village de Ourour Santhie.

## Villages
La commune est constituée de 37 villages : 
1. Colobane Lambaye
2. Colobane Soumbel
3. Gowethie Peulh
4. Gowethie Serere
5. Gowethie Wadene
6. Kangarel 1
7. Kangarel 2
8. Kangarel 3
9. Keur Gallo Ndiaye (Soumbel Boure Ngom)
10. Keur Malick Sy
11. Keur Yeri Cisse
12. Lambock 1
13. Lambock 2
14. Maka Soumbel
15. Mande Keur Diegane Diop
16. Mande Keur Diegane Thiare
17. Mande Keur Dienobal
18. Mande Keur Mbissane
19. Mande Keur Mignane
20. Mande Kouta 1
21. Mande Kouta 2
22. Mbelode
23. Mbocky Ndieme
24. Ngalagne
25. Ngathie Gowethie
26. Ourour Kada 1
27. Ourour Kada 2
28. Ourour Ndiodo
29. Ourour Sabaly
30. Ourour Santhie
31. Sanghao
32. Soumbel Keur Michel (Mission)
33. Soumbel Woula
34. Tabakaly Serere
35. Tabakaly Wolof
36. Thiouck 1
37. Thiouck 2